# Paternion
Paternion (in sloveno Špaterjan) è un comune austriaco di 5 877 abitanti nel distretto di Villach-Land, in Carinzia; ha lo status di comune mercato (Marktgemeinde). Nel 1865 aveva inglobato il comune soppresso di Kellerberg, che nel 1899 tornò autonomo e nel 1973 fu nuovamente soppresso e accorpato al comune di Weißenstein.

## Monumenti e luoghi d'interesse
- Castello di Paternion
- Castello di Pöllan, nell'omonima località.
- Castello di Kreuzen, nell'omonima località.

## Geografia antropica

### Suddivisioni amministrative
Il territorio del comune è ripartito in sei comuni catastali (Feistritz an der Drau, Kamering, Kreuzen, Nikelsdorf, Paternion e Rubland) e 20 località (tra parentesi il numero di abitanti al 1º gennaio 2015):
- Aifersdorf (121)
- Boden (20)
- Duel (87)
- Ebenwald (67)
- Feffernitz (322)
- Feistritz an der Drau (1 728)
- Feistritz an der Drau-Neusiedlung (131)
- Kamering (162)
- Kreuzen (124)
- Mühlboden (117)
- Neu-Feffernitz (1.206)
- Nikelsdorf (582)
- Patendorf (13)
- Paternion (672)
- Pobersach (82)
- Pogöriach (201)
- Pöllan (157)
- Rubland (97)
- Tragail (2)
- Tragin (5)

## Sport

### Calcio
La città è sede del SG Drautal che milita nella Kärntner Fußballverband

### Sport invernali
La località di Feistritz an der Drau è una stazione sciistica specializzata nello sci nordico, che ha ospitato tra l'altro un'edizione dei Campionati mondiali di biathlon.